# Rhythmus (Musik)
Rhythmus (altgriechisch ῥυθμός) ist in der Musik die Akzentuierung (unterschiedliche Betonung) und zeitliche Gliederung (in lange und kurze Notenwerte einschließlich Pausen) von Klangereignissen mit einer gewissen Regelmäßigkeit. Besteht die Musik aus mehreren Klangfolgen mit unterschiedlichen rhythmischen Strukturen, so ergeben sich verschiedene Möglichkeiten der Rhythmuswahrnehmung.
Ein Rhythmus kann, nach Lucia Kessler-Kakoulidis (2019), in seinen unterschiedlichen Erscheinungsformen für den Menschen sensu stricto über auditive, taktile und visuelle Sinneseindrücke perzeptibel und damit erfahrbar werden.

## Definition

Zusammenhang von Grundschlag, Takt, Metrum und Rhythmus

Aristoxenos beschrieb den Rhythmus zuerst. Pausen erwähnte Augustinus.

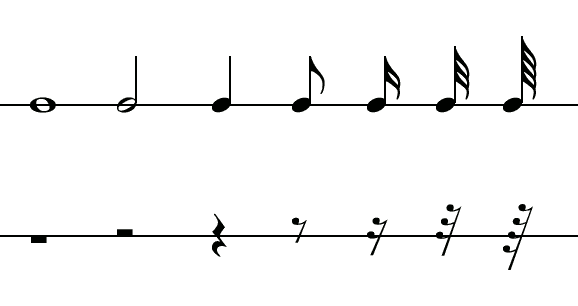
Notation in der Musik: Noten- und entsprechende Pausenwerte: ganze Note/Pause, Halbe-Note/Pause, Viertel-Note/Pause usw., sie notieren „lange und kurze“ Notenwerte einschließlich Pausen. Durch die Verwendung der verschiedenen Noten-/Pausenwerte wird auch der Rhythmus notierbar.

Ein Rhythmus gegen den Grundschlag des Takts wird als synkopiert bezeichnet. Wie spannungsreich ein Rhythmus empfunden wird, ist davon abhängig, in welchem Mischungsverhältnis und in welcher Weise seine Akzente mit dem Grundschlag zusammenfallen oder von ihm abweichen. Tanzrhythmen sind stets taktgebunden, so bei Marschrhythmus, Walzerrhythmus, Sambarhythmus oder Tangorhythmus.
Ein Polyrhythmus ist eine Schichtung von Rhythmen von gleicher Gesamtdauer und ist in der afrikanischen und indischen Musik verbreitet.
In der Musik außerhalb des abendländischen Bereichs gibt es eine vom Taktsystem unabhängige Rhythmik, zum Beispiel beim Tala in der indischen Musik.

## Erläuterung
Der Grundschlag unterteilt in der Musik die dahinfließende Zeit durch gleichmäßige (akustische) Impulse, den Grundschlag oder auch Puls. Der Grundschlag steht in enger Beziehung zum Metrum des akustischen Eindrucks. Während der Grundschlag durch die Schläge pro Minute (englisch Beats per minute) beschrieben wird, steht das Metrum für die Betonungsverhältnisse der akustischen Impulse in einem Musikstück. Damit beschreibt Metrik den Wechsel bzw. die Auf- oder Aneinanderreihung von betonten und unbetonten Tönen zu einem gleichmäßigen Puls.
Mit dem Rhythmus wird die Struktur der unterschiedlich nacheinander folgenden akustischen Impulse hinsichtlich ihrer Dauer, lange und kurze Töne, das heißt der Notenwerte erfasst. Damit wird der Rhythmus zum zeitlichen Gestaltungs- und Ordnungsmuster der Musik. Rhythmus hat mindestens drei grundlegende Elemente:
- das Verhältnis von akzentuiert und nicht akzentuiert („schwer und leicht“) ergeben sich die Takte
- das Verhältnis von „langen und kurzen“ Tönen, dem eigentlichen Rhythmus, der die Beziehung und Folge der Dauer der Töne zueinander beschreibt.
- aus dem Verhältnis von „langsam und schnell“ ergibt sich das Tempo und somit die Dauer, die der einzelne Ton „gehalten“ werden soll.

In der dahinfließenden Zeit akustischer Ereignisse wird der Rhythmus definiert als „zeitliche Gliederung der Melodie aus Tonstärke (Betonung), Tondauer und Tempo“. Rhythmus, Metrum und Tempo, die horizontalen Tonkonstellationen, sind die zeitlichen Gestaltungsmittel in der Musik.
Formal unterteilen Takte die Musik in zeitlich gleich lange Abschnitte oder Gruppierung von Noten innerhalb eines Musikstückes. Eine Gruppe von zusammengehörigen Grundschlägen oder Pulsen wird dann Takt genannt, wenn sich die Grundschläge zyklisch wiederholen. Eine bestimmte Anzahl von Grundschlägen wird in Takte unterteilt, der erste Schlag eines Taktes wird betont. Bei zusammengesetzten Takten kann es unterschiedliche Betonungs- bzw. Zählmuster geben. Takt gliedert also die Grundschläge durch zyklisch wiederkehrende Betonungen.

## Klangbeispiele

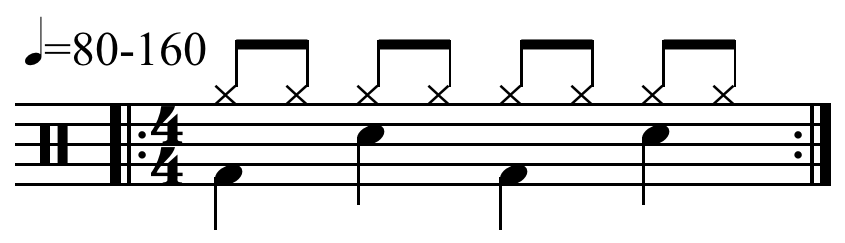
Ein einfaches (Quadruple) Vierertakt-Trommelmuster, das eine häufige Grundlage in der Gebrauchsmusik bildet (Viertelnoten als Notenwerte).

Clave in drei Takten, dem ein stabiler Viertelnotentakt vorangeht. Das Muster wird im Vergleich zum vorherigen im doppelten Takt notiert, in einem statt zwei Viertakttakten..

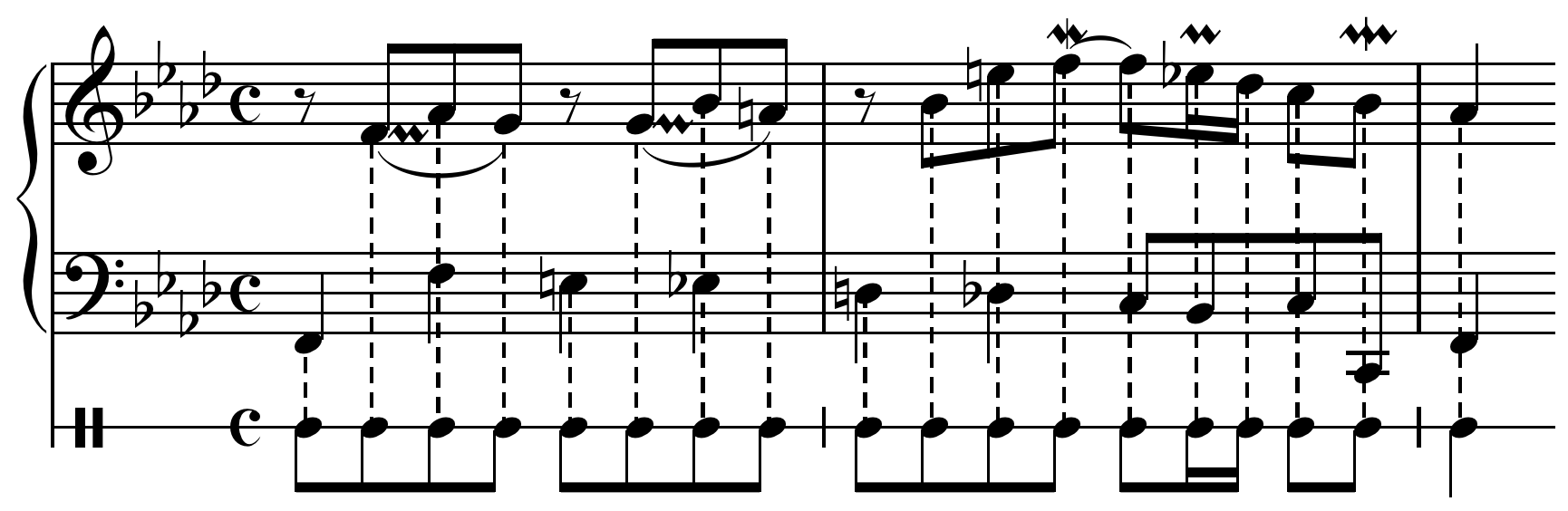
Sinfonia 9, f-Moll 4/4-Takt, BWV 795 von Johann Sebastian Bach